# Jeroen Lenaers

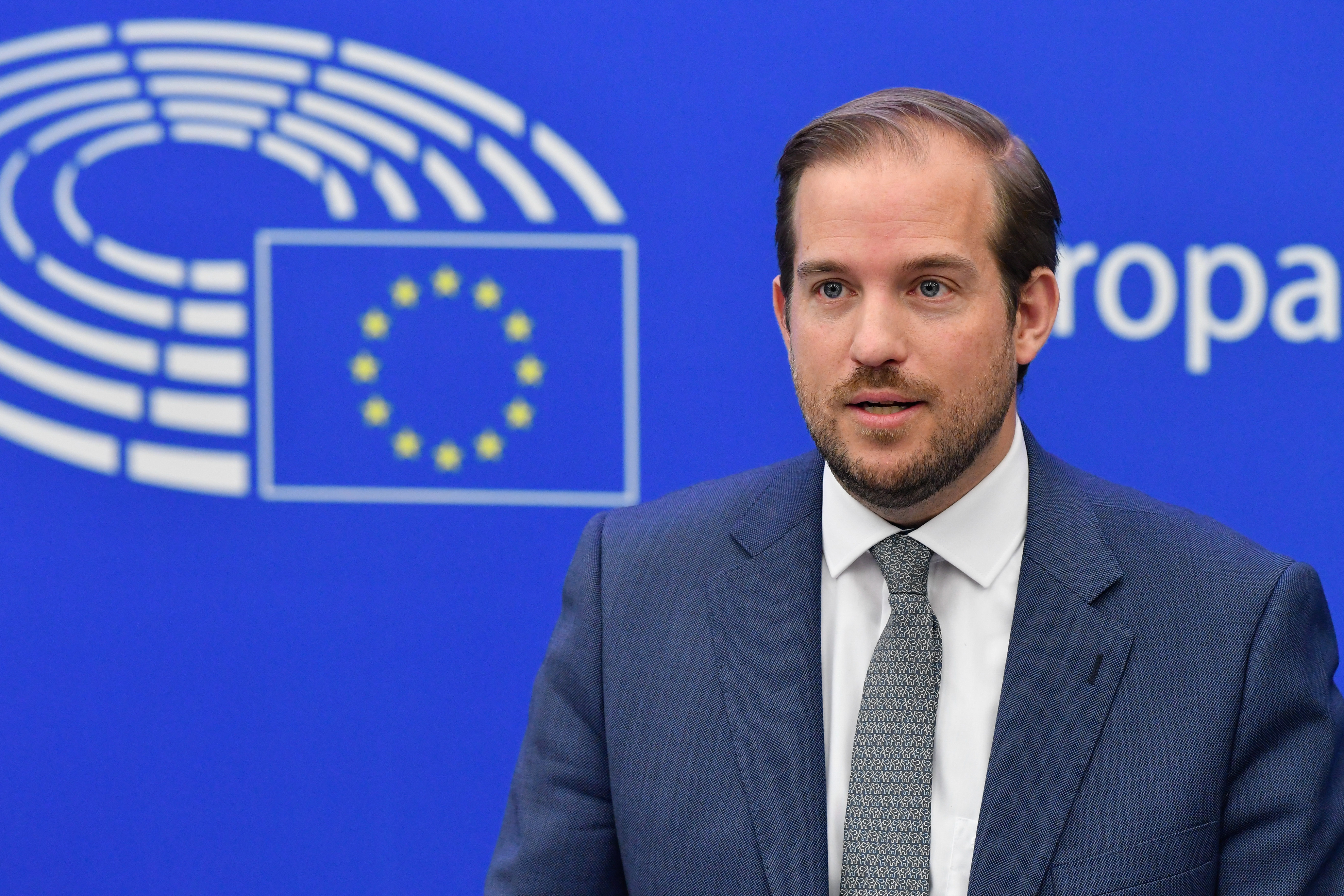
Jeroen Lenaers, 2022

Jeroen Lenaers (* 29. April 1984 in Stramproy, Provinz Limburg (Niederlande)) ist ein niederländischer Politiker des Christen-Democratisch Appèl (CDA).
Lenaers studierte European Studies an der Universität Maastricht.
Im Jahr 2014 wurde der Politiker erstmals zum Mitglied des Europäischen Parlaments gewählt, wo er der Fraktion der Europäischen Volkspartei (EVP) angehört. Zuvor war Lenaers bereits als Assistent der niederländischen CDA-Europaabgeordneten Ria Oomen-Ruijten im Europäischen Parlament tätig.
Bei den Europaparlamentswahlen im Jahr 2014 stand er auf dem zweiten Platz der Kandidatenliste des CDA. Er wurde mit Vorzugsstimmen gewählt.